# Stéphane Badji
Stéphane Diarra Badji (* 18. Januar 1990 in Ziguinchor) ist ein senegalesischer Fußballspieler.

## Karriere

### Verein
Badji begann mit dem Vereinsfußball beim senegalesischen Verein ASC Xam-Xam und spielte anschließend zwei Jahre für Casa Sports. Im Januar 2012 wechselte er nach Norwegen zu Sogndal Fotball und ein Jahr später zu Brann Bergen.
Zu Rückrunde der Spielzeit 2014/15 wurde Badji vom türkischen Erstligisten Istanbul Başakşehir verpflichtet.
Im Frühjahr 2016 wechselte er zum RSC Anderlecht. Zur Saison 2017/18 kehrte er mit seinem Wechsel auf Leihbasis zu Kayserispor in die türkische Süper Lig zurück. Nach der Saison wurde Badji von Bursaspor verpflichtet. Zur Saison 2019/20 wechselte er zu Ludogorez Rasgrad nach Bulgarien.

### Nationalmannschaft
Badjis Nationalmannschaftskarriere begann 2011 mit insgesamt sieben Einsätzen für die senegalesische U-23-Auswahl. Von 2012 bis 2015 spielt er 21 Partien für die A-Mannschaft.

## Erfolge
- Senegalesischer Pokalsieger: 2010/11
- Senegalesischer Meister: 2011/12
- Belgischer Meister: 2016/17